# کنی اسمیت
کنی اسمیت (انگلیسی: Kenny Smith؛ زاده ۸ مارس ۱۹۶۵) یک بازیکن بسکتبال اهل ایالات متحده آمریکا است.